# Evropsko žensko prvenstvo v nogometu
Evropsko žensko prvenstvo v nogometu (uradno angleško UEFA European Women's Championship, neuradno kot European Cup) je glavno tekmovanje evropskih ženskih nogometnih reprezentanc, ki poteka vsake štiri leta pod okriljem UEFE. Tekmovanje je ženski ekvivalent evropskemu prvenstvu za moške.
Predhodnik turnirja za ženske se je začel v letu 1980, imenovan kot Evropsko tekmovanje za reprezentativnost ženskih ekip. Ko je naraščala priljubljenost ženskega nogometa, se je tekmovanje okoli 1990 preimenovalo v Evropsko prvenstvo. Le izdaje leta 1991 in 1995 so se uporabile kot evropske kvalifikacije za Svetovno žensko prvenstvo. Od leta 1999 je bil tudi pri ženskah uporabljen sistem skupin kot se uporablja pri moških kvalifikacijah.
Zadnja prvakinja evropskega prvenstva iz leta 2013, ki ga je gostila Švedska je postala Nemčija. 

## Začetki
Neuradni ženski evropski turnirji reprezentanc so potekali v Italiji leta 1969 in 1979 (zmaga za Italijo in Dansko). Do leta 1982 ni bilo nato nobenega formalnega mednarodnega turnirja več. 
Vse se je začelo s prvim evropskim tekmovanjem za ženske leta 1984 z zmago Švedske. Norveška je zmagala na turnirju leta 1987. Od takrat dalje pa na prvenstvu prevladuje Nemčija, ki je dobila osem od devetih prvenstev, le leta 1993 je niz prekinila Norveška. Z zmago leta 2013 je Nemčija osvojila že svoj šesti naslov po vrsti.

## Širitev
Turnir je na začetku štel le štiri ekipe. Prvenstvo 1997 je bilo prvo, kjer je igralo že osem ekip. Tretja širitev ekip se je zgodila 2009, ko je sodelovalo 12 ekip. Od leta 2017 dalje bo na prvenstvu igralo 16 ekip.

## Prvenstva in zmagovalci

### Neuadni evropski ženski turnirji
| Leto | Gostitelj |            | Finale   | Finale  | Finale  |              | Tekma za tretje mesto | Tekma za tretje mesto | Tekma za tretje mesto |  | Št. ekip |
| Leto | Gostitelj | Zmagovalka | Rezultat | Druga   | Tretja  | Rezultat     | Četrta                |                       |                       |  | Št. ekip |
| 1969 | Italija   | Italija    | 3–1      | Danska  | Anglija | 2–0          | Francija              | 4                     |                       |  |          |
| 1979 | Italija   | Danska     | 2–0      | Italija | Švedska | 0–0 4–3 (ks) | Anglija               | 12                    |                       |  |          |

### Evropsko tekmovanje za ženski nogomet
| Leto | Gostitelj                        |                 | Finale           | Finale   | Finale            |                   | Tekma za tretje mesto | Tekma za tretje mesto | Tekma za tretje mesto |  | Št. ekip |
| Leto | Gostitelj                        | Zmagovalka      | Rezultat         | Druga    | Tretja            | Rezultat          | Četrta                |                       |                       |  | Št. ekip |
| 1984 | Finale je potekalo v dveh tekmah | Švedska         | 1–0 0–1 4–3 (ks) | Anglija  | Danska in Italija | Danska in Italija | Danska in Italija     | 4                     |                       |  |          |
| 1987 | Norveška                         | Norveška        | 2–1              | Švedska  | Italija           | 2–1               | Anglija               | 4                     |                       |  |          |
| 1989 | Zahodna Nemčija                  | Zahodna Nemčija | 4–1              | Norveška | Švedska           | 2–1 (podaljšek)   | Italija               | 4                     |                       |  |          |

### Evropsko žensko prvenstvo
| Leto | Gostitelj          |            | Finale          | Finale   | Finale                 |                        | Tekma za tretje mesto  | Tekma za tretje mesto | Tekma za tretje mesto |  | Št. ekip |
| Leto | Gostitelj          | Zmagovalka | Rezultat        | Druga    | Tretja                 | Rezultat               | Četrta                 |                       |                       |  | Št. ekip |
| 1991 | Danska             | Nemčija    | 3–1 (podaljšek) | Norveška | Danska                 | 2–1 (podaljšek)        | Italija                | 4                     |                       |  |          |
| 1993 | Italija            | Norveška   | 1–0             | Italija  | Danska                 | 3–1                    | Nemčija                | 4                     |                       |  |          |
| Leto | Gostitelj          | Finale     | Finale          | Finale   | Poraženki polfinala    | Poraženki polfinala    | Poraženki polfinala    | Št. ekip              |                       |  |          |
| Leto | Gostitelj          | Zmagovalka | Rezultat        | Druga    | Poraženki polfinala    | Poraženki polfinala    | Poraženki polfinala    | Št. ekip              |                       |  |          |
| 1995 | Nemčija            | Nemčija    | 3–2             | Švedska  | Anglija in Norveška    | Anglija in Norveška    | Anglija in Norveška    | 4                     |                       |  |          |
| 1997 | Norveška & Švedska | Nemčija    | 2–0             | Italija  | Španija and Švedska    | Španija and Švedska    | Španija and Švedska    | 8                     |                       |  |          |
| 2001 | Nemčija            | Nemčija    | 1–0 (zlati gol) | Švedska  | Danska in Norveška     | Danska in Norveška     | Danska in Norveška     | 8                     |                       |  |          |
| 2005 | Anglija            | Nemčija    | 3–1             | Norveška | Finska in Švedska      | Finska in Švedska      | Finska in Švedska      | 8                     |                       |  |          |
| 2009 | Finska             | Nemčija    | 6–2             | Anglija  | Nizozemska in Norveška | Nizozemska in Norveška | Nizozemska in Norveška | 12                    |                       |  |          |
| 2013 | Švedska            | Nemčija    | 1–0             | Norveška | Danska in Švedska      | Danska in Švedska      | Danska in Švedska      | 12                    |                       |  |          |
| 2017 | Nizozemska         |            |                 |          |                        |                        |                        | 16                    |                       |  |          |

## Države po številu naslovov prvaka
- 8 naslovov
  -  Nemčija
- 2 naslova
  -  Norveška
- 1 naslov
  -  Švedska